# Ours d'Aoste
Pour les articles homonymes, voir Saint Ours.
Ours d’Aoste fut un prêtre italien du VIe siècle, sans doute originaire d'Irlande, qui fit un service dévoué et remarqué à l'église Saint-Pierre d'Aoste qui aujourd'hui porte également son nom en tant que collégiale. Il évangélisa également une partie de la région. 

## Histoire et légende
Ermite, personne très simple et discrète, il évangélisa d'abord la région de Digne. Opposant à l’arianisme, il se dédia à la prière et à la charité. Il servit saint Joconde, évêque d'Aoste, comme archidiacre. Quand Plocéan, un arien, devint évêque d’Aoste, Ours et d’autres quittèrent la cathédrale d'Aoste et s’installèrent sur le site actuel de la collégiale, qui se trouve au centre du bourg Saint-Ours, faisant en sorte que le centre de la ville d'Aoste ait deux pôles. Cette division nous est parvenue jusqu'à nos jours. 
Selon la tradition, il apprit aux Ayassins l'art de la gravure des sabots : les sabotiers d'Ayas sont aujourd'hui connus partout en Vallée d'Aoste pour leur habileté. Nous ne disposons pas de données certaines à propos de sa mort, mais la date semble être précise : le premier février. 
Il est le saint patron de beaucoup de communes valdôtaines, et le saint le plus populaire en Vallée d'Aoste. Il y est fêté le 1er février, le 17 juin dans d'autres régions.
Il semble toutefois que  l'origine irlandaise de saint Ours soit une pure invention du chanoine et hagiographe Jean Ludovic Vaudan (1554). En effet aucun texte liturgique ou historique antérieur à cette date ne fait référence à cette prétendue origine.  
Saint Ours est connu par deux documents : une Vie du IXe/Xe siècle qui appartient au codex de l'abbaye de Farfa écrite par un ecclésiastique valdôtain fin VIIIe début IXe siècle, et un second texte inclus dans le légendaire du XIIIe siècle de la collégiale et qui remonte au XIe/XIIe siècle

## Une foire millénaire
La foire plus importante de la vallée d'Aoste, qui a lieu à Aoste le 30 et 31 janvier, est dédié à saint Ours. Selon la légende, la première foire fut organisée en l'an 1000. Il s'agit d'une foire de l'artisanat local et d'une occasion de rencontre pour la population, pour admirer les œuvres des artisans du bois et de la pierre, aussi bien que les groupes folkloriques valdôtains. Cette foire, avec sa chaleur, son hospitalité, ses couleurs et sa vivacité, chaque année attire des milliers de visiteurs, italiens, français, suisses. 
Une autre foire de l'artisanat est dédiée à saint Ours, elle a lieu à la mi-janvier à Donnas, dans la basse vallée d'Aoste.

## Sources
- (la) Anonyme, Vita Beati Ursi, XIe ou Xe siècle
- Nicolas-Joconde Arnod, Vie de saint Ours, 1668

### Articles liés
- Collégiale de Saint-Ours
- Foire de Saint-Ours
- Aoste